# ميخائيل سوليفان (مؤرخ الفن)
ميخائيل سوليفان هو مؤرخ الفن كندي، ولد في 29 أكتوبر 1916 في تورونتو في كندا، وتوفي في 28 سبتمبر 2013 في أكسفورد في المملكة المتحدة.